# Ala e Vilarinho do Monte
Ala e Vilarinho do Monte (llamada oficialmente União das Freguesias de Ala e Vilarinho do Monte) es una freguesia portuguesa del municipio de Macedo de Cavaleiros, distrito de Braganza.

## Historia
Fue creada el 28 de enero de 2013 en aplicación de una resolución de la Asamblea de la República de Portugal promulgada el 16 de enero de 2013 con la unión de las freguesias de Ala y Vilarinho do Monte, pasando su sede a estar situada en la antigua freguesia de Ala.

## Demografía
| Gráfica de evolución demográfica de Ala e Vilarinho do Monte entre 2011 y 2021 |
|                                                                                |
| Datos según el nomenclátor publicado por el INE portugués.                     |